# ازی‌دی‌وی‌دی
ازی‌دی‌وی‌دی در ۱۹۹۹ در آدلاید، استرالیا، تأسیس یافته و بزرگ‌ترین متخصص آنلاین دی‌وی‌دی در استرالیا است.
در ژانویه ۲۰۰۹، ازی‌دی‌وی‌دی توسط فرانچیس اینترتینمنت گروپ پس از این‌که شرکت، وارد امانت داوطلبانه شده، خریداری شده‌است. در اکتبر ۲۰۱۰، الن مدیا پارتنرز حقوق به کار ازی‌دی‌وی‌دی را از فرانچیس اینترتینمنت گروپ به دست آورد.